# Eaton Hodgkinson
Eaton A. Hodgkinson (* 26. Februar 1789 in Anderton, Grafschaft Cheshire; † 18. Juni 1861 in Salford) war ein englischer Mathematiker und Ingenieur. Auf dem Gebiet der Berechnung von Tragwerken und Materialeigenschaften nahm Hodgkinson eine Vorreiterrolle ein.

## Leben
Hodgkinson wurde 1789 in Anderton geboren. Im Alter von sechs Jahren starb sein Vater, sodass er und seine zwei Schwestern von seiner Mutter groß gezogen wurden, die zudem auch die elterliche Landwirtschaft fortführte. Hodgkinson wurde von seiner Mutter zunächst in Northwich zur Schule geschickt, mit dem Wunsch, dass ihr Sohn später eine Karriere in der Church of England antreten könne. Es zeigte sich allerdings früh, dass seine Interessen eher in der Mathematik lagen. Hodgkinson wechselte deshalb bald auf eine weniger angesehene Privatschule, in der aber sein mathematisches Talent gefördert werden konnte. Als Jugendlicher und junger Erwachsener wurde Hodgkinsons Arbeitskraft allerdings immer mehr auf dem Bauernhof der Familie benötigt, sodass er bald wieder die Schule verlassen musste, um zuhause zu helfen.
1811 zog die Familie nach Salford und betrieb dort ein Pfandhaus, insbesondere da sich Hodgkinsons Mutter in der Nähe von Manchester bessere Chancen für ihren Sohn versprach. In seiner Freizeit beschäftigte sich Hodgkinson mit der Mathematik und fand bald einen Weg in die Wissenschaftlerkreise Manchesters. Dort traf er unter anderem bereits seinen zukünftigen Kollegen William Fairbairn. Hodgkinson wurde ein Schüler und Freund des Naturforschers John Dalton, der ihn die Mathematik lehrte. Eine enge Freundschaft bestand bis zu Daltons Tod 1844. Eaton Hodgkinson zog sich früh aus dem Familiengeschäft zurück und widmete sich auch im Alter noch seiner wissenschaftlichen Arbeit.
Hodgkinson war zweimal kinderlos verheiratet. Hodgkinson starb 1861 in Higher Broughton, in der Nähe von Salford.

## Wissenschaftliche Arbeit

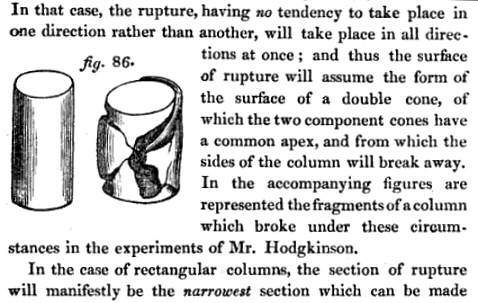
Auszug aus Illustrations of Mechanics: Hodgkinsons Untersuchungen zur Tragfähigkeit und zum Bruchverhalten von runden Stützen.

Hodgkinsons Forschung konzentrierte sich vor allem auf die experimentelle Untersuchung der Tragfähigkeit von Stützen aus Gusseisen und Marmor.
Hodgkinson arbeitete zusammen mit William Fairbairn in Manchester am damals neuartigen Design für Eisenträger, besonders zwischen 1828 und 1830 für die Water Street Bridge der Liverpool and Manchester Railway. Die Arbeit zum verbesserten Querschnitt der Träger wurde 1830 von der Manchester Literary and Philosophical Society veröffentlicht und beeinflusste das Bauen und Konstruieren im 19. Jahrhundert.
Mit Hilfe seiner Versuche stellte Hodgkinson zudem eine einfache, empirische Formel auf, um die maximale Tragfähigkeit eines Eisenträgers zu berechnen. 
1841 wurde Hodgkinson in die Royal Society aufgenommen und erhielt die Royal Medal für seine Arbeit mit dem Titel Experimental researches on the strength of pillars of cast iron (dt. Experimentelle Untersuchungen der Tragfähigkeit von gusseisernen Stützen). 
1847 wurde er an das University College London berufen, wo er eine Professur für Mechanik übernahm. Im Jahr 1849 benannte das britische Parlament Hodgkinson als Mitglied einer Kommission, die, mit Hinblick auf Materialermüdung, zur Untersuchung von eisernen Tragwerken an Bahnstrecken zusammengestellt wurde.
Seine Erfahrung auf dem Gebiet der Eisentragwerke führte dazu, dass Hodgkinson beim Bau der Britannia Bridge und der Conwy Railway Bridge zwischen 1846 und 1850 als Berater hinzugezogen wurde, da das neue Hohlkastendesign zum Einsatz kommen sollte. Die tatsächliche Tragfähigkeit der Konstruktion wurde von Hodgkinson damals deutlich unterschätzt, sodass die Brücke schließlich ohne zusätzlich tragende Ketten errichtet werden konnte.